# Royaume de Kombo
Ne doit pas être confondu avec Kombo.
1271–1875
Entités suivantes :
- Colonie et protectorat de Gambie

Le royaume de de Kombo était un royaume indépendant, puis une chefferie de l'actuelle Gambie pendant la période coloniale. Le Kombo faisait partie de l'Empire du Mali, et gagna son indépendance après la chute de ce dernier. Il était alors dirigé par le clan Sambou du peuple Baïnouk.
Le Kumpo proviendrait du Kombo.

## Histoire
Vers 1271, Mansa Karapha Yalli Jatta devint le premier roi du Kombo, après avoir demandé l'aide du Kabunké alors indépendant pour établir son propre royaume. Il épousa la fille de la reine baïnouke Wullending Jasseh de Sanyang, qui siégeait à Gunjur, et l'emmena à Busumbala. Mansa Karapha Yalli Jatta était issu du clan Jatta (celui du Lion), qui revendique la descendance de Soundiata Keïta, le premier empereur de l'Empire du Mali. Le Kombo était gouverné par deux familles, les clans Jatta et Bojang : lorsqu'un clan obtenait le titre de Mansa, l'autre clan choisissait un prince héritier issu de son propre clan, et vice versa.
Il y a relativement peu de mentions du Kombo dans la littérature occidentale ancienne sur la Gambie, ce qui s'explique principalement par le fait que les visiteurs européens se rendaient surtout dans les ports du nord. En 1621, alors que l'explorateur anglais Richard Jobson était sur le point de quitter la Gambie, il a rapporté avoir rencontré le roi du Kombo, lequel lui aurait souhaité la bienvenue dans le pays. L'explorateur portugais André Donelha rapporta en 1625 que le Kombo « produit beaucoup de riz et est très beau ». Un autre explorateur portugais, Francisco de Lemos Coelho, écrivit en 1688 que le roi du Kombo était un Falupo, un terme général désignant un Diola vivant près de la Casamance et que son village était le plus grand sur le fleuve. Coelho signala également que le Kombo avait « beaucoup de cire et de riz » et que le roi et son peuple étaient païens. En réalité, le roi était mandingue, quoique diola par sa mère, et musulman. Les Courlandais arrivèrent également au Kombo en 1651, dont ils dressèrent une carte erronée.
Du début du XVIIIe siècle jusqu'au milieu du XIXe siècle, le Kombo constituait l'un des neuf empires mandingues sis sur la rive sud du fleuve Gambie ; il contrôlait l'embouchure du fleuve dans l'océan Atlantique. En 1816, le capitaine britannique Alexander Grant acheta l'île de Ste. Mary au souverain du Kombo pour y établir une base britannique. En juillet 1840, c'est l'arrière-pays de l'île Ste. Mary qui fut vendu aux Britanniques, lesquels l'appelèrent lui donnèrent le nom de British Kombo — nom par la suite changé en Kombo Ste. Mary, sous lequel la région est encore connue de nos jours.
De 1840 à 1855, Mansa Suling Jatta était le roi de Kombo ; cependant, il fut tué au cours de la guerre entre les Soninkés et les Marabout, à la suite de quoi la plupart des survivants du clan Jatta se dispersa dans d'autres régions.